# Fuze Tea
Fuze Tea ( /f j uː z / fyoozuː z / fyooz ), commercialisé sous le nom de Fuze aux États-Unis et Fuse en Suisse et en Turquie est une gamme de thés et de boissons non gazeuses aux fruits enrichies en vitamines produite par la société Fuze Beverages fondée en 2000 et rachetée en 2007 par la Coca-Cola Company.
Actuellement[Quand ?], la marque se compose de cinq produits infusées de vitamines  [réf. nécessaire]: Slenderize, Refresh, Tea, Defensify, Magdalotopuss et Vitalize. L'utilisation de vitamines  [réf. nécessaire], d'acides aminés, d'herbes et d'édulcorants alternatifs tels que le fructose cristallin place les produits Fuze dans ce qui est connu dans l'industrie comme la nouvelle[C'est-à-dire ?] catégorie des boissons.

## Historique
La société Fuze Beverage a été fondée en 2000 dans le New Jersey par Lance Collins et la directrice artistique Paula Grant dans le sous-sol de la maison de Collins à Englewood Cliffs. En 2001, l'entrepreneur Bruce R Lewin obtient des fonds pour la jeune entreprise de Collins et Grant et  a mis le «carburant dans la fusée». Lewin a ensuite rejoint le conseil d'administration de Fuze et est devenu un actionnaire majoritaire. Joe Rosamilia est l'un des investisseurs et administrateurs fondateurs.
La marque Fuze a été lancée en 2001, d'abord sur le marché du nord de la Californie, avec trois saveurs conditionnées dans des bouteilles sur le thème des fruits: mélange de baie, banane colada et canneberge framboise. En 2002, la marque a lancé deux saveurs supplémentaires, pêche mangue et punch tropical tandis que l'entreprise est passée à 30 employés et a quitté le sous-sol de Collins. 
L'entreprise a continué à se développer rapidement, lançant de nouvelles saveurs tout au long de 2004 et 2005. Depuis 2005, les produits Fuze peuvent être trouvés dans la plupart des grands détaillants, avec des ventes dépassant 11 millions de caisses en 2006,,.
La croissance de l'entreprise a attiré l'attention de la Coca-Cola Company, qui a acheté Fuze Beverage en février 2007 pour un montant estimé à 250 millions de dollars. Coca-Cola a également obtenu les droits sur NOS Energy Drinks et WaterPlus dans le cadre de l'achat. Cette décision a été considérée comme un effort stratégique pour élargir le portefeuille de boissons non gazeuses de la société, et plus particulièrement pour concurrencer la gamme SoBe  de PepsiCo proposant des mélanges de jus de fruits et eaux améliorées[En quoi ?]. C'est aussi la confirmation d'un changement de stratégie pour Coca-Cola qui désormais achète des entreprises de boissons au lieu de développer de nouveaux produits en interne. Fuze a lancé plus de 40 nouveaux produits et extensions de gammes depuis sa création. Coca-Cola a nommé Carl Sweat, ancien vice-président des ventes et du marketing de sa division de vente au détail, comme président et directeur général de Fuze Beverages qui est une entité distincte. Le fondateur de la société, Lance Collins, a été nommé responsable de l'innovation et de la stratégie. 
Avec le système de distribution et les relations de Coca-Cola, les ventes ont plus que doublé de 2007 à 2008. En 2009, Fuze a conclu un accord pour vendre ses produits de style fontaine dans plus de 22 000 sandwicheries Subway . Sweat a quitté l'entreprise en 2009 pour un poste dans l'unité mondiale des boissons chez Starbucks.

## Ingrédients
L'édulcorant utilisé dans Fuze est le fructose cristallin, qui est chimiquement distinct du HFCS, bien qu'il soit produit en permettant au fructose de cristalliser "à partir d'un sirop de maïs enrichi en fructose".
Certains produits Fuze, tels que le thé glacé Fuze, sont édulcorés avec du HFCS et du sucralose, un édulcorant artificiel.